# Gianni Motta
Gianni Motta (* 13. März 1943 in Cassano d’Adda) ist ein ehemaliger italienischer Radrennfahrer.

## Sportliche Laufbahn
Nach dem Sieg beim Giro della Valle d’Aosta 1963 wechselte er als relativ unbekannter Nachwuchsfahrer als 21-Jähriger zu den Professionels und hatte schon im ersten Jahr seiner Profikarriere sieben erste Plätze, darunter auch beim Paarzeitfahren Trofeo Baracchi (mit Fornoni) und dem Klassiker Lombardei-Rundfahrt erkämpft. Seine größten Erfolge erreichte er bei Etappenrennen mit dem Gewinn der Gesamtwertung des Giro d’Italia 1966, der Tour de Suisse 1967 und zweimal der Tour de Romandie (1966, 1971).
Den Giro d’Italia bestritt er insgesamt siebenmal und gewann sechs Etappen. 1964 als Profineuling wurde er bereits Fünfter, 1966 Erster, 1967 und 1968 Sechster und 1973 Zehnter. 1971 und 1972 musste er vorzeitig aufgeben. Bei der Tour de France ging er zweimal an den Start und konnte 1965 den dritten Platz in der Gesamtwertung belegen, während er 1971 als Helfer von Gimondi ausscheiden musste. In Italien war er einer der bekanntesten Fahrer seiner Zeit und von 1965 bis 1968 Kapitän im Molteni-Rennstall. Insgesamt feierte er 85 Siege, konnte die italienischen Halbklassiker Giro dell Emilia dreimal, den Giro dell Apennino zweimal und Mailand-Turin, den Giro dell’Umbria, den Corsa Coppi sowie Giro di Romagna einmal gewinnen. 1967 musste sich Motta beim Frühjahrsklassiker Mailand-San Remo nur von Eddy Merckx im Spurt ganz knapp geschlagen geben. 1968 wurde er nach dem Giro d’Italia wegen Dopings mit Amphetaminen disqualifiziert.
Motta war nicht nur ein spurtstarker Etappenfahrer, sondern auch bei Sechstagerennen erfolgreich. Bei den „Sei Giorni dell Milano“ (Sechstagerennen von Mailand) konnte er viermal gewinnen: 1965 mit Rik van Steenberghen und 1966, 1967 und 1968 mit Peter Post. Im kanadischen Montreal belegte er 1971 an der Seite des Briten Tony Gowland den ersten Platz. In seiner letzten Saison 1974 konnte er noch drei Siegerschleifen gewinnen und beendete mit insgesamt 85 Siegen bei Straßenrennen seine Profikarriere. Jedoch kehrte Motta 1976 kurzzeitig zurück, als er für das Team von G.B.C.-TV Color den Giro d’Italia bestreiten sollte.

## Grand-Tour-Platzierungen
| Grand Tour         | 1964 | 1965 | 1966 | 1967 | 1968 | 1969 | 1970 | 1971 | 1972 | 1973 | 1974 |
| ------------------ | ---- | ---- | ---- | ---- | ---- | ---- | ---- | ---- | ---- | ---- | ---- |
| Giro d’ItaliaGiro  | 5    | –    | 1    | 6    | DNF  | –    | –    | 20   | DNF  | 10   | 24   |
| Tour de FranceTour | –    | 3    | –    | –    | –    | –    | –    | DNF  | –    | –    | –    |

## Berufliches
Er gründete später eine Fahrradfabrik – die Marke Gianni Motta wird heute in Belgien hergestellt.